# 肺活量

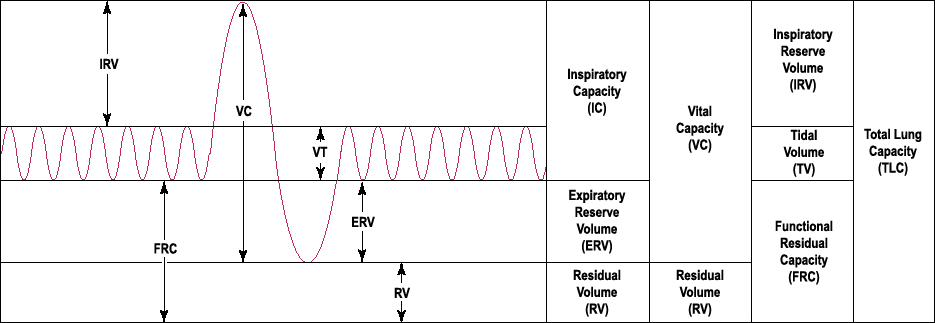
スパイロメーターでの測定結果。波形の最大値と最小値との差が肺活量(VC)を示している。

肺活量（はいかつりょう、vital capacity、VC）とは、息を最大限吸い込んだ後に肺から吐き出せる空気量のことである。肺の全肺気量（Total lung capacity、TLC）から残気量（residual volume、RV）を引いた値と一致する。肺気量の単位はmLが用いられる。肺気量は性別や年齢によって異なるものの、標準的な肺活量の値は、男性で4000-4500mL、女性で3000-4000mLとされている。なお、ヒトは普段の肺呼吸において、肺活量の全てを換気しているわけではなく、せいぜい1回の呼吸において500 ml程度を換気しているに過ぎない。

## 測定
肺活量測定にはスパイロメーター(Spirometer)が用いられる。通常の肺活量を測定する場合は、息をゆっくりと吐き出して測定するが、できるだけ速く息を吐き出して計測する場合もある。その場合の計測値は努力性肺活量(FVC)とよばれ、通常の肺活量よりも小さい値をとる。
また実測値に加え、年齢や体重から予測肺活量を計算した上で%肺活量を算出することで、気管支拡張症、肺線維症などの拘束性肺疾患に罹患していないかどうかを検査する。その他、肺活量を身長で割った値を肺活量指数(Spiroindex)として扱うこともある。
予測肺活量は以下の式によって計算する。
男性：予測肺活量(mL) = （27.63-0.112 × 年齢）× 身長
女性：予測肺活量(mL) = （21.78-0.101 × 年齢）× 身長

## その他
若年のヒトにおいて、男子ではハッキリとした相関は出ないものの、若年女子では日常的な身体活動が少ないと回答している者の努力性肺活量は低い傾向にあることを示すコホート研究が存在する。また、同じく若年の女子において慢性的な腰痛を抱えている者は、そうでない者と比べて努力性肺活量が低い可能性を示唆する報告も存在している。